# Новолюбовка
Новолюбовка (укр. Новолюбівка) — село в Кременском районе Луганской области Украины. Входит в Невский сельский совет.
Население по переписи 2001 года составляло 99 человек. Почтовый индекс — 92917. Телефонный код — 6454. Занимает площадь 0,51 км². Код КОАТУУ — 4421683202. В марте 2022 года был захвачен армией РФ в ходе вторжения России на Украину, в октябре 2022 года возвращён под контроль Украины

## Местный совет
92917, Луганська обл., Кремінський р-н, с. Невське, вул. Яроцького (укр.)